# Равномерная непрерывность
Равноме́рная непреры́вность — это свойство функции быть одинаково непрерывной во всех точках области определения.
В математическом анализе это понятие вводится для числовых функций, в функциональном анализе оно обобщается на произвольные метрические пространства.
Понятие непрерывности наглядно означает, что малые изменения аргумента приводят к малым изменениям значения функции. Свойство равномерной непрерывности ставит дополнительное условие: величина, ограничивающая отклонение значения аргумента, должна зависеть только от величины отклонения функции, но не от значения аргумента, то есть должна быть пригодна на всей области определения функции.

## Равномерная непрерывность числовых функций

### Определение
Числовая функция вещественного переменного {\displaystyle f\colon M\subseteq \mathbb {R} \to \mathbb {R} } равномерно непрерывна, если:
{\displaystyle \forall \varepsilon >0\colon ~\exists \delta =\delta (\varepsilon )>0\colon ~\forall x_{1},x_{2}\in M\colon ~{\bigl (}|x_{1}-x_{2}|<\delta {\bigr )}\Rightarrow {\bigl (}|f(x_{1})-f(x_{2})|<\varepsilon {\bigr )},}
где {\displaystyle \forall ,\exists } — кванторы всеобщности и существования соответственно, а {\displaystyle \Rightarrow } — импликация. 

### Замечания
- Важно, что выбор {\displaystyle \delta } зависит только от величины {\displaystyle \varepsilon } и пригоден для любых {\displaystyle x_{1},x_{2}} — это отличает равномерную непрерывность от обычной непрерывности.

- Приведённое определение легко обобщается на случай функций нескольких переменных[2].

### Примеры
Функция
{\displaystyle f(x)={\frac {1}{x}},\;x\in (0,1)}
непрерывна на всей области определения, но не является равномерно непрерывной, так как можно выбрать значение {\displaystyle \varepsilon >0} и отрезок длиной не больше {\displaystyle \delta } такими, что на его концах значения функции будут различаться больше, чем на {\displaystyle \varepsilon .} Связано это с неограниченностью функции в окрестности нуля.
Другой пример: функция
{\displaystyle f(x)=x^{2},\;x\in (-\infty ,+\infty )}
непрерывна на всей числовой оси, но не является равномерно непрерывной, так как
{\displaystyle \lim _{x\to \infty }{\Big (}f{\big (}x+{\frac {a}{x}}{\big )}-f(x){\Big )}=\lim _{x\to \infty }(x^{2}+2a+a^{2}x^{-2}-x^{2})=2a.}
Всегда можно выбрать значение {\displaystyle \varepsilon >0} для любого отрезка сколь угодно малой длины {\displaystyle \varepsilon /x} — такое, что разница значений функции {\displaystyle f(x)=x^{2}} на концах отрезка будет больше {\displaystyle \varepsilon .} В частности, на отрезке {\displaystyle \left[x,x+{\frac {\varepsilon }{x}}\right]} разница значений функции стремится к {\displaystyle 2\varepsilon .}

### Свойства
Из определения сразу следуют три свойства:
- Функция, равномерно непрерывная на множестве {\displaystyle M}, непрерывна на нём.
  - Обратное верно, если {\displaystyle M} — компакт.
- Функция, равномерно непрерывная на множестве, будет равномерно непрерывна и на любом его подмножестве.
- Функция, равномерно непрерывная на ограниченном промежутке, всегда ограничена на этом промежутке[3]. На бесконечном промежутке равномерно непрерывная функция может быть не ограничена (например, {\displaystyle \ln x} на промежутке {\displaystyle x\in (1;+\infty )}).

### Некоторые признаки равномерной непрерывности функции
1. Теорема о равномерной непрерывности (Кантора — Гейне): функция, непрерывная на замкнутом конечном промежутке (или на любом компакте), равномерно непрерывна на нём. При этом, если замкнутый конечный промежуток заменить на открытый, функция может не оказаться равномерно непрерывной.
2. Сумма, разность и композиция равномерно непрерывных функций равномерно непрерывны[4]. Однако произведение равномерно непрерывных функций может не быть равномерно непрерывно. Например[5], пусть {\displaystyle f(x)=x;\ g(x)=\ln(x).} Обе функции равномерно непрерывны при {\displaystyle x\geqslant 1}, но их произведение не является равномерно непрерывным на {\displaystyle [1,+\infty )}. Для ограниченного промежутка произведение равномерно непрерывных функций всегда равномерно непрерывно[3].
3. Если функция {\displaystyle f(x)} определена и непрерывна на {\displaystyle [a,+\infty )} и существует конечный предел {\displaystyle \lim _{x\to +\infty }f(x)}, то функция равномерно непрерывна на {\displaystyle [a,+\infty )}. Другими словами, функция, определённая на бесконечном полуинтервале, может быть не равномерно непрерывной только если её предел в бесконечности не существует или бесконечен[6].
4. Ограниченная монотонная функция, непрерывная на интервале (или на всей числовой прямой), равномерно непрерывна на этом интервале[7].
5. Функция, непрерывная на всей числовой прямой и периодичная, равномерно непрерывна на всей числовой прямой[8].
6. Функция, имеющая на промежутке ограниченную производную, равномерно непрерывна на этом промежутке[9].

## Равномерная непрерывность отображений метрических пространств

### Определение
Пусть даны два метрических пространства {\displaystyle (X,\rho _{X})} и {\displaystyle (Y,\rho _{Y}).}
Отображение {\displaystyle f\colon X\to Y} называется равномерно непрерывным на подмножестве {\displaystyle M\subset X,} если:
{\displaystyle \forall \varepsilon >0\colon ~\exists \delta =\delta (\varepsilon )>0\colon ~\forall x_{1},x_{2}\in M\colon ~{\big (}\rho _{X}(x_{1},x_{2})<\delta {\big )}\Rightarrow {\big (}\rho _{Y}{\big (}f(x_{1}),f(x_{2}){\big )}<\varepsilon {\big )}.}

### Свойства
- Функция, равномерно непрерывная на множестве {\displaystyle M}, непрерывна на нём. Обратное, вообще говоря, неверно.
- Теорема о равномерной непрерывности: функция, непрерывная на компакте, равномерно непрерывна на нём.
- Любое липшицево отображение равномерно непрерывно.
- Сумма, разность и композиция равномерно непрерывных отображений равномерно непрерывны[4].